# Lions Tower Sendai Nagamachi

La Lions Tower Sendai Nagamachi (ライオンズタワー仙台長町) appelé aussi Taihakkuru est un gratte-ciel construit à Sendai de 1997 à 1999 dans le nord du Japon. 
Il mesure 114 mètres de hauteur sur 31 étages et abrite 257 logements sur une surface de plancher de 56 261 m2 .
L'immeuble a été conçu par l'agence Kume Sekkei Co., Ltd.